# 金觀濤
金觀濤（1947年—），浙江義烏人，學者、作家、社會評論家，国立政治大学教授。金觀濤是1980年代中国大陆“新启蒙运动”的代表人物之一，与方勵之、李澤厚、溫元凱被並列称为当时的「青年四大導師」或「四大啟蒙導師」。
1984年，金觀濤和與妻子劉青峰發表了包括《興盛與危機─論中國封建社會的超穩定結構》，提出對中國封建社會「超穩定」的解釋體系，在史學界引起巨大回響與爭議。同年主編《走向未來》叢書，成为当时中国社会最具影响力的一部丛书，启蒙了一代人，成为当时“丛书热”的代表。金观涛还曾担任中国大陆電視紀錄片《河殤》（1988年）的總顧問。
1989年2月，金觀濤夫婦聯同北京知識界共33人致函鄧小平，促其釋放魏京生等政治犯，並於八九民運期間公開肯定民運。六四事件後，金觀濤被北京市長陳希同點名批判。香港市民支援愛國民主運動聯合會將金觀濤列入1989年中國民運「被點名23名知識分子」。1989年六四事件後，離開中國前往香港中文大学，發起並主編《二十一世紀》雙月刊，成為知識份子辯論的主要雜誌之一。

## 生平

### 1989年前
1970年畢業於北京大學化學系，曾在美國賓夕法尼亞大學訪問研究一年。金觀濤原培養訓練為科学家，但於文化大革命時開始對人文及社會科學產生興趣。1970年代末及1980年代初與妻子劉青峰發表許多關於歷史、哲學、及文學的作品，其中最有影響力的是《興盛與危機─論中國封建社會的超穩定結構》（湖南人民出版社1984年4月初版，1992年中文大學出版社增訂版，2011年1月法律出版社重印增訂版）及小說《公开的情书》。
1984年金觀濤和劉青峰主編《走向未來》叢書，設定要讓年輕一代介紹在科學、社會科學、人文藝術與文學的最新發展。在1989年被中國政府列為禁書前，該系列叢書已出版約80本。

### 1989年後
1989年後金觀濤和劉青峰離開中國大陸前往香港中文大學訪問研究，六四事件後繼續留在香港中文大學任教，發起並主編《二十一世紀》雙月刊，成為知識份子辯論的主要雜誌之一。
2005年開始出任中國美術學院南山講座教授，在兩岸港台之間講學。2008年7月退休後到台灣國立政治大學中國文學系出任教席。

### 著作
與妻子劉青峰曾合作出版
《興盛與危機》（中文大學出版社1992年增訂版）
《開放中的變遷》（中文大學出版社1993年初版，法律出版社2011年1月重印）
《中國現代思想的起源－超穩定結構與中國政治文化的演變（第一卷）》（香港：中文大學出版社，2000）
《觀念史研究：中國現代重要政治術語的形成》（香港：中文大學當代中國文化研究中心，2008）
《中國思想史十講 (上卷)》（中國：法律出版社，2015）等書。

## 教學
中國美術學院南山講座教授，台灣國立政治大學講座教授，曾任香港中文大學當代中國文化研究中心主任，研究講座教授。

## 學說

### 超穩定結構
在《興盛與危機─論中國封建社會的超穩定結構》一書中，金觀濤認為，中國在戰國時期後期，形成絕對君主制，之後進入超穩定結構，這個結構持續到清朝末年為止。
金觀濤將控制論和系統理論應用於中國歷史研究，主張傳統中國，因農民經濟、官僚政體和儒家思想三個子系統緊密結合，發展出一種超穩定結構。此結構發出一種自我糾正機制來維持其結構，不允許各別的三個子系統在其正常功能發生偏差。正因為如此，傳統中國社會是穩定、停滯及長久不變的。